# 232
| 232                |
| ------------------ |
| Dødsfald - Fødsler |
|                    |

| Gregoriansk kalender | 232 CCXXXII             |
| Ab urbe condita      | 985                     |
| Armensk kalender     | I/T                     |
| Kinesiske kalender   | 2928 – 2929 辛亥 – 壬子 |
| Etiopisk kalender    | 224 – 225               |
| Jødisk kalender      | 3992 – 3993             |
| Hindukalendere       |                         |
| - Vikram Samvat      | 287 – 288               |
| - Shaka Samvat       | 154 – 155               |
| - Kali Yuga          | 3333 – 3334             |
| Iransk kalender      | 390 BP – 389 BP         |
| Islamisk kalender    | 402 BH – 401 BH         |

|  | For flytypen 232, se Arado Ar 232. |
Se også 232 (tal)

## Født
- 9. august – Marcus Aurelius Probus, romersk kejser